# Корколе (Рим)
Корколе је насеље у Италији у округу Рим, региону Лацио.
Према процени из 2011. у насељу је живело 5788 становника. Насеље се налази на надморској висини од 77 м.